# Maoye City
Wuxi Maoye City (无锡茂业中心) — комплекс небоскрёбов, расположенный в деловом центре китайского города Уси (провинция Цзянсу), рядом с офисной башней IFS. Самым высоким зданием комплекса является 68-этажная башня отеля Marriott (304 м). Она построена в 2014 году в стиле модернизма, на начало 2020 года являлась четвёртым по высоте зданием города, 75-м по высоте зданием Китая, 90-м — Азии и 151-м — мира. В многоуровневом подиуме расположены торговый центр с универмагом Moi и паркинг. Остальные пять башен комплекса являются жилыми зданиями.  